# LOKI97
LOKI97 — 128-битный 16-цикловой симметричный блочный шифр с 128-256-битным пользовательским ключом, используемым как для зашифрования, так и для расшифрования сообщений. Разработан Lawrie Brown совместно с J.Pieprzyk и J.Seberry. Имеет структуру сбалансированной петли сети Фейстеля с использованием 16 циклов и сложной функцией f, которая объединяет два S-P слоя.
На данный момент не находит широкого распространения, поскольку имеет сравнительно низкую скорость шифрования, более высокие требования к ресурсам, чем другие участники конкурса AES, и некоторые потенциальные уязвимости.
При разработке LOKI97 были учтены особенности существующих на этот момент симметричных алгоритмов, учтены их уязвимости и достоинства. В частности, в своей статье «Предварительные наброски по доработке LOKI», 15 декабря 1997 года автор алгоритма L. Brown исследует Blowfish, CAST, IDEA, TEA, ICE, SAFER и ряд других алгоритмов. В этой статье были рассмотрены уязвимости исходного алгоритма — LOKI91, предшественника LOKI97, имеющего недостаток в механизме выработки ключей, который позволял, теоретически, использовать механизм «грубой силы» для атаки.
Шифр LOKI97 не патентован, свободен для использования, позиционируется автором как замена DES и другим блочным алгоритмам. Предшественниками являются алгоритмы LOKI89 и LOKI91. Реализован в библиотеке mcrypt, ряде свободных программ шифрования, существует плагин для Total Commander с поддержкой LOKI97.

## Криптостойкость
LOKI97 был первым опубликованным кандидатом в конкурсе Advanced Encryption Standard, был в достаточно краткие сроки анализирован и атакован. В работе «Weaknesses in LOKI97» (Rijmen & Knudsen, 1999) было выявлено, что алгоритм имеет ряд недостатков, которые делают его уязвимым для дифференциального и линейного криптоанализа.
Согласно исследованиям, проведенным в рамках конкурса AES, изменение одного бита входных данных в одном из раундов с относительно высокой вероятностью (порядка {\displaystyle 2^{-10}}) повлечет за собой изменение одного бита в выходных данных, что делает дифференциальную атаку успешной как максимум за {\displaystyle 2^{56}} попыток. В то же время несбалансированность F-функции делает успешным линейный криптоанализ при известных {\displaystyle 2^{56}} шифруемых сообщениях. В то же время автор в описании алгоритма оценивал стойкость LOKI97 на несколько порядков большей (предполагалось, что для взлома необходимо обладать как минимум {\displaystyle 2^{70}} шифротекстами). Этот анализ недостатков алгоритма не позволил шифру LOKI97 пройти в следующий тур конкурса AES.

Современный 128-битный блочный шифр должен противостоять дифференциальному и линейному криптоанализу лучше чем LOKI97.
Оригинальный текст (англ.)  
A contemporary block cipher with a 128-bit block ought to resist differential and linear attack muck better than LOKI97.

## Спецификация алгоритма LOKI97[2]

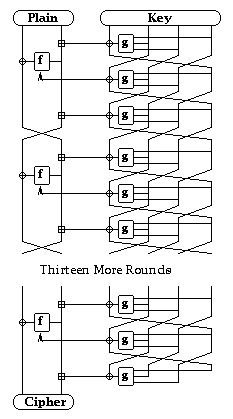
Схема алгоритма

LOKI97 преобразует 128-битный блок исходного текста в 128 бит шифротекста. Шифрование происходит следующим образом:
128 бит исходного блока [L|R] делится на 2 64-битных слова
{\displaystyle L_{\text{0}}=L}
{\displaystyle R_{\text{0}}=R}
После чего эти слова проходят 16 раундов сбалансированной сети Фейстеля по следующему алгоритму:
{\displaystyle R_{\text{i}}=L_{\text{i-1}}\oplus f(R_{\text{i-1}}+SK_{\text{3i-2}},SK_{\text{3i-1}})}
{\displaystyle L_{\text{i}}=R_{\text{i-1}}+SK_{\text{3i-2}}+SK_{\text{3i}}}
Каждый раунд использует как операцию XOR, так и сложение (по модулю 2:64) 64-битных слов, что увеличивает стойкость алгоритма к взлому.
Функция F(F,B) обеспечивает максимальное смешивание всех входных битов функции, её описание будет дано ниже.
Процесс расшифровки аналогичен алгоритму получения шифртекста: 16 шагов (от 16 до 1го)
{\displaystyle R_{\text{i-1}}=L_{\text{i}}\oplus f(R_{\text{i}}-SK_{\text{3i}},SK_{\text{3i-1}})}
{\displaystyle L_{\text{i-1}}=R_{\text{i}}-SK_{\text{3i}}-SK_{\text{3i-2}}}

## Инициализация ключей LOKI97
В самом алгоритме используется 256-битный ключ, однако ключ, выданный пользователям может быть 256-ти, 192-х, а также 128-битным. Соответственно, если дан 256-битный ключ {\displaystyle [K_{\text{a}}|K_{\text{b}}|K_{\text{c}}|K_{\text{d}}]}, тогда
{\displaystyle [K4_{\text{0}}|K3_{\text{0}}|K2_{\text{0}}|K1_{\text{0}}]=[K_{\text{a}}|K_{\text{b}}|K_{\text{c}}|K_{\text{d}}]}
если дан 192-битный ключ {\displaystyle [K_{\text{a}}|K_{\text{b}}|K_{\text{c}}]}, тогда
{\displaystyle [K4_{\text{0}}|K3_{\text{0}}|K2_{\text{0}}|K1_{\text{0}}]=[K_{\text{a}}|K_{\text{b}}|K_{\text{c}}|f(K_{\text{a}},K_{\text{b}})]}
и если дан 128-битный ключ {\displaystyle [K_{\text{a}}|K_{\text{b}}]}, тогда
{\displaystyle [K4_{\text{0}}|K3_{\text{0}}|K2_{\text{0}}|K1_{\text{0}}]=[K_{\text{a}}|K_{\text{b}}|f(K_{\text{b}},K_{\text{a}})|f(K_{\text{a}},K_{\text{b}})]}
Для усложнения коротких (128-битных) и простых (например, нулевых) ключей при генерации использовалась функция F, используемая в алгоритме далее.
Для получения промежуточных ключей с одинаковой эффективностью к атакам используется функция g, один из этапов которой — прибавление постоянной, по словам автора «золотого сечения». Полученный на входе ключ проходит через 48 итераций следующих действий (i=1,48), создавая 48 промежуточных ключей {\displaystyle SK_{\text{i}}}
{\displaystyle SK_{\text{i}}=K1_{\text{i}}=K4_{\text{i-1}}\oplus g_{\text{i}}(K1_{\text{i-1}},K3_{\text{i-1}},K2_{\text{i-1}})}
{\displaystyle K4_{\text{i}}=K4_{\text{i-1}}}
{\displaystyle K3_{\text{i}}=K3_{\text{i-1}}}
{\displaystyle K2_{\text{i}}=K2_{\text{i-1}}}
,где
{\displaystyle g_{\text{i}}(K1,K3,K2)=f(K1+K3+(\Delta *i),K2)}
{\displaystyle \Delta =({\sqrt {5}}-1)*2^{\text{63}}=9E3779B97F4A7C15_{\text{16}}}
При дешифровке сообщения промежуточные ключи используются в обратном порядке.

## Функция f(A,B)
Функцию можно описать следующим выражением
{\displaystyle f(A,B)=Sb(P(Sa(E(KP(A,B)))),B)},
в котором:

### KP(A, B)
Функция перемешивания битов. Разбивает входное 64-битное слово А на 2 32-битных и младшие 32 бита слова В и на выходе дает 64-битный результат согласно формуле:
{\displaystyle KP([A_{l}|A_{r}],SK_{r})=\left[((A_{l}\And \sim SK_{r})\mid (A_{r}\And SK_{r}))\mid ((A_{r}\And \sim SK_{r})\mid (A_{l}\And SK_{r}))\right]}
С помощью обмена битами с промежуточным ключом и частью входных данных, функция KP перермешивает биты для усложнения процесса сопоставления входных и выходных данных поступающих с и на S-блоки.

### E(A)
Функция расширения. Преобразует входное 64-битное слово в 96-битное по следующему закону:
{\displaystyle \left[4-0\mid 63-56\mid 58-48\mid 52-40\mid 42-32\mid 34-24\mid 28-16\mid 18-8\mid 12-0\right]}.
Функция построена таким образом, что биты каждый бит на её входе попадает в 2 S-блока.

### Sa(A), Sb(A)
2 группы S-блоков. Построены так, чтобы иметь максимальную нелинейность (отсюда и выбор кубической функции и нечетная степень поля Галуа), имеют хорошую устойчивость к дифференциальному криптоанализа, а также создают лавинный эффект при использовании функции. Используются блоки разной длины S1 — 13 бит, S2 — 11 бит. {\displaystyle Sa(A)=[S1,S2,S1,S2,S2,S1,S2,S1]}, и {\displaystyle Sb(A)=[S2,S2,S1,S1,S2,S2,S1,S1]}. Входные данные для Sa(C) — 96-битное слово на выходе функции E(B). Старшими битами слова для Sb(C) являются старшие 32 бита слова B, использованого как одно из входных для всей функции F(A,B), а младшими — результат действия функции P(D). Входные данные для S-блоков инвертируются для уменьшения вероятности преобразований вида 0-> 0, 1 -> 1.
s-блоки считаются по следующим формулам
{\displaystyle S1(x)=((invertedx\oplus 1FFF)^{3}~\mathrm {mod} ~2911)\And FF,in~GF~(2^{13})}
{\displaystyle S2(x)=((invertedx\oplus 7FF)^{3}~\mathrm {mod} ~AA7)\And FF,in~GF~(2^{11})}
Операция {\displaystyle A\And FF} выбирает 8 младших битов из числа A.

### P(A)
Перестановка выходных данных функции Sa(A). 64 бита перемешиваются по следующей схеме:
| 56 | 48 | 40 | 32 | 24 | 16 | 08 | 00 | 57 | 49 | 41 | 33 | 25 | 17 | 09 | 01 |
| 58 | 50 | 42 | 34 | 26 | 18 | 10 | 02 | 59 | 51 | 43 | 35 | 27 | 19 | 11 | 03 |
| 60 | 52 | 44 | 36 | 28 | 20 | 12 | 04 | 61 | 53 | 45 | 37 | 29 | 21 | 13 | 05 |
| 62 | 54 | 46 | 38 | 30 | 22 | 14 | 06 | 63 | 55 | 47 | 39 | 31 | 23 | 15 | 07 |

Функция P является основным путём перемешивания битов. При её построении преследовалась цель максимально уменьшить вероятность появления закономерностей в распределении входных и выходных битов. Как и в предыдущих версиях алгоритма, по словам автора, за основу был взят латинский квадрат.